# 爱德华·桑德斯
爱德华·桑德斯（1939年8月17日—）是一位美国音乐家、作家、诗人和活动人士，是1960年代反文化运动中垮掉的一代的代表人物。